# Coppa del Mondo di supergigante
La Coppa del Mondo di supergigante è un trofeo assegnato annualmente dalla Federazione Internazionale Sci (FIS), a partire dalla stagione 1985-1986, allo sciatore e alla sciatrice che hanno ottenuto il punteggio complessivo più alto nelle gare di supergigante del circuito della Coppa del Mondo di sci alpino.
I primi supergiganti si disputarono a partire dall'edizione 1982-83 della Coppa del mondo, ma per le prime tre stagioni i risultati furono sommati a quelli conquistati nello slalom gigante.

## Lo svolgimento
Nel corso di una stagione di Coppa del Mondo di sci alpino, che si svolge abitualmente da fine ottobre a marzo, si disputano varie gare per ognuna delle specialità alpine. Ai primi 30 classificati di ogni singola gara vengono assegnati punti a scalare (100 punti al vincitore, 1 al 30°).
La classifica della Coppa del Mondo di supergigante viene stilata tenendo conto solo dei risultati dei super-G. Alla fine della stagione lo sciatore e la sciatrice con il punteggio complessivo più alto vincono la Coppa del Mondo di specialità.
Il trofeo consegnato al vincitore è una sfera di cristallo, che rappresenta il mondo, su un piedistallo. Ha la stessa forma, ma con dimensioni più piccole, del trofeo spettante ai vincitori della Coppa del Mondo di sci alpino.

## I vincitori
Albo d'oro dei vincitori della Coppa del Mondo di supergigante maschile e femminile:
| Stagione  | Uomini                  | Uomini         | Donne                 | Donne          |
| Stagione  | Vincitore               | Nazionalità    | Vincitore             | Nazionalità    |
| --------- | ----------------------- | -------------- | --------------------- | -------------- |
| 1985/1986 | Markus Wasmeier         | Germania Ovest | Marina Kiehl          | Germania Ovest |
| 1986/1987 | Pirmin Zurbriggen       | Svizzera       | Maria Walliser        | Svizzera       |
| 1987/1988 | Pirmin Zurbriggen       | Svizzera       | Michela Figini        | Svizzera       |
| 1988/1989 | Pirmin Zurbriggen       | Svizzera       | Carole Merle          | Francia        |
| 1989/1990 | Pirmin Zurbriggen       | Svizzera       | Carole Merle          | Francia        |
| 1990/1991 | Franz Heinzer           | Svizzera       | Carole Merle          | Francia        |
| 1991/1992 | Paul Accola             | Svizzera       | Carole Merle          | Francia        |
| 1992/1993 | Kjetil André Aamodt     | Norvegia       | Katja Seizinger       | Germania       |
| 1993/1994 | Jan Einar Thorsen       | Norvegia       | Katja Seizinger       | Germania       |
| 1994/1995 | Peter Runggaldier       | Italia         | Katja Seizinger       | Germania       |
| 1995/1996 | Atle Skårdal            | Norvegia       | Katja Seizinger       | Germania       |
| 1996/1997 | Luc Alphand             | Francia        | Hilde Gerg            | Germania       |
| 1997/1998 | Hermann Maier           | Austria        | Katja Seizinger       | Germania       |
| 1998/1999 | Hermann Maier           | Austria        | Alexandra Meissnitzer | Austria        |
| 1999/2000 | Hermann Maier           | Austria        | Renate Götschl        | Austria        |
| 2000/2001 | Hermann Maier           | Austria        | Régine Cavagnoud      | Francia        |
| 2001/2002 | Stephan Eberharter      | Austria        | Hilde Gerg            | Germania       |
| 2002/2003 | Stephan Eberharter      | Austria        | Carole Montillet      | Francia        |
| 2003/2004 | Hermann Maier           | Austria        | Renate Götschl        | Austria        |
| 2004/2005 | Bode Miller             | Stati Uniti    | Michaela Dorfmeister  | Austria        |
| 2005/2006 | Aksel Lund Svindal      | Norvegia       | Michaela Dorfmeister  | Austria        |
| 2006/2007 | Bode Miller             | Stati Uniti    | Renate Götschl        | Austria        |
| 2007/2008 | Hannes Reichelt         | Austria        | Maria Riesch          | Germania       |
| 2008/2009 | Aksel Lund Svindal      | Norvegia       | Lindsey Vonn          | Stati Uniti    |
| 2009/2010 | Erik Guay               | Canada         | Lindsey Vonn          | Stati Uniti    |
| 2010/2011 | Didier Cuche            | Svizzera       | Lindsey Vonn          | Stati Uniti    |
| 2011/2012 | Aksel Lund Svindal      | Norvegia       | Lindsey Vonn          | Stati Uniti    |
| 2012/2013 | Aksel Lund Svindal      | Norvegia       | Tina Maze             | Slovenia       |
| 2013/2014 | Aksel Lund Svindal      | Norvegia       | Lara Gut              | Svizzera       |
| 2014/2015 | Kjetil Jansrud          | Norvegia       | Lindsey Vonn          | Stati Uniti    |
| 2015/2016 | Aleksander Aamodt Kilde | Norvegia       | Lara Gut              | Svizzera       |
| 2016/2017 | Kjetil Jansrud          | Norvegia       | Tina Weirather        | Liechtenstein  |
| 2017/2018 | Kjetil Jansrud          | Norvegia       | Tina Weirather        | Liechtenstein  |
| 2018/2019 | Dominik Paris           | Italia         | Mikaela Shiffrin      | Stati Uniti    |
| 2019/2020 | Mauro Caviezel          | Svizzera       | Corinne Suter         | Svizzera       |
| 2020/2021 | Vincent Kriechmayr      | Austria        | Lara Gut              | Svizzera       |
| 2021/2022 | Aleksander Aamodt Kilde | Norvegia       | Federica Brignone     | Italia         |
| 2022/2023 | Marco Odermatt          | Svizzera       | Lara Gut              | Svizzera       |
| 2023/2024 | Marco Odermatt          | Svizzera       | Lara Gut              | Svizzera       |
| 2024/2025 | Marco Odermatt          | Svizzera       | Lara Gut              | Svizzera       |

### Sciatori più vittoriosi
| Coppe | Vincitore                        |
| ----- | -------------------------------- |
| 5     | Hermann Maier Austria            |
| 5     | Aksel Lund Svindal Norvegia      |
| 4     | Pirmin Zurbriggen Svizzera       |
| 3     | Kjetil Jansrud Norvegia          |
| 3     | Marco Odermatt Svizzera          |
| 2     | Stephan Eberharter Austria       |
| 2     | Bode Miller Stati Uniti          |
| 2     | Aleksander Aamodt Kilde Norvegia |

### Sciatrici più vittoriose
| Coppe | Vincitrice                   |
| ----- | ---------------------------- |
| 6     | Lara Gut Svizzera            |
| 5     | Lindsey Vonn Stati Uniti     |
| 5     | Katja Seizinger Germania     |
| 4     | Carole Merle Francia         |
| 3     | Renate Götschl Austria       |
| 2     | Hilde Gerg Germania          |
| 2     | Michaela Dorfmeister Austria |
| 2     | Tina Weirather Liechtenstein |

### Sciatori più vittoriosi
| Gare | Vincitore                   |
| ---- | --------------------------- |
| 24   | Hermann Maier Austria       |
| 17   | Aksel Lund Svindal Norvegia |
| 15   | Marco Odermatt Svizzera     |
| 13   | Kjetil Jansrud Norvegia     |
| 10   | Pirmin Zurbriggen Svizzera  |

### Sciatrici più vittoriose
| Gare | Vincitrice                   |
| ---- | ---------------------------- |
| 28   | Lindsey Vonn Stati Uniti     |
| 24   | Lara Gut Svizzera            |
| 17   | Renate Götschl Austria       |
| 16   | Katja Seizinger Germania     |
| 13   | Federica Brignone Italia     |
| 12   | Carole Merle Francia         |
| 10   | Michaela Dorfmeister Austria |